# Mike J. Rogers
Mike Rogers, właśc. Michael J. Rogers (ur. 2 czerwca 1963) – amerykański polityk, członek Partii Republikańskiej.
W latach 2001–2015 był przedstawicielem ósmego okręgu wyborczego w stanie Michigan w Izbie Reprezentantów Stanów Zjednoczonych.